# Harveng
Harveng är en ort i Belgien. Den ligger i provinsen Hainaut och regionen Vallonien, i den centrala delen av landet, 60 km söder om huvudstaden Bryssel. Harveng ligger 58 meter över havet och antalet invånare är 785.
Terrängen runt Harveng är platt. Runt Harveng är det ganska tätbefolkat, med 129 invånare per kvadratkilometer.. Närmaste större samhälle är Mons, 7,1 km norr om Harveng. 
Trakten runt Harveng består till största delen av jordbruksmark.